# SOCOM: U.S. Navy SEALs - Fireteam Bravo 2
Pour les articles homonymes, voir SOCOM.
SOCOM: U.S. Navy SEALs - Fireteam Bravo 2 est un jeu vidéo de tir tactique développé et édité par Sony Computer Entertainment sorti en 2006 sur PlayStation Portable.

## Histoire
Le joueur incarne un membre de l'U.S. Navy du nom de Sandman. Il a le choix entre trois équipiers : Calvin Hopper dit Wraith, Tate Rawlins dit Lonestar, et Daniel dit Bronco.
Sandman et son coéquipier doivent enrayer un important trafic de drogue en Adjikistan dirigé par O'Rourke, le chef d'une bande de mercenaires. 

## Accueil
- Jeuxvideo.com : 13/20[4]